# Zell am Moos
Zell am Moos ist eine Gemeinde in Oberösterreich im Bezirk Vöcklabruck im Hausruckviertel mit 1659 Einwohnern (Stand 1. Jänner 2024) und ein Dorf. Die Gemeinde gehörte bis 1. Juli 2013 zum Gerichtsbezirk Mondsee, seither zum Gerichtsbezirk Vöcklabruck.

## Geografie

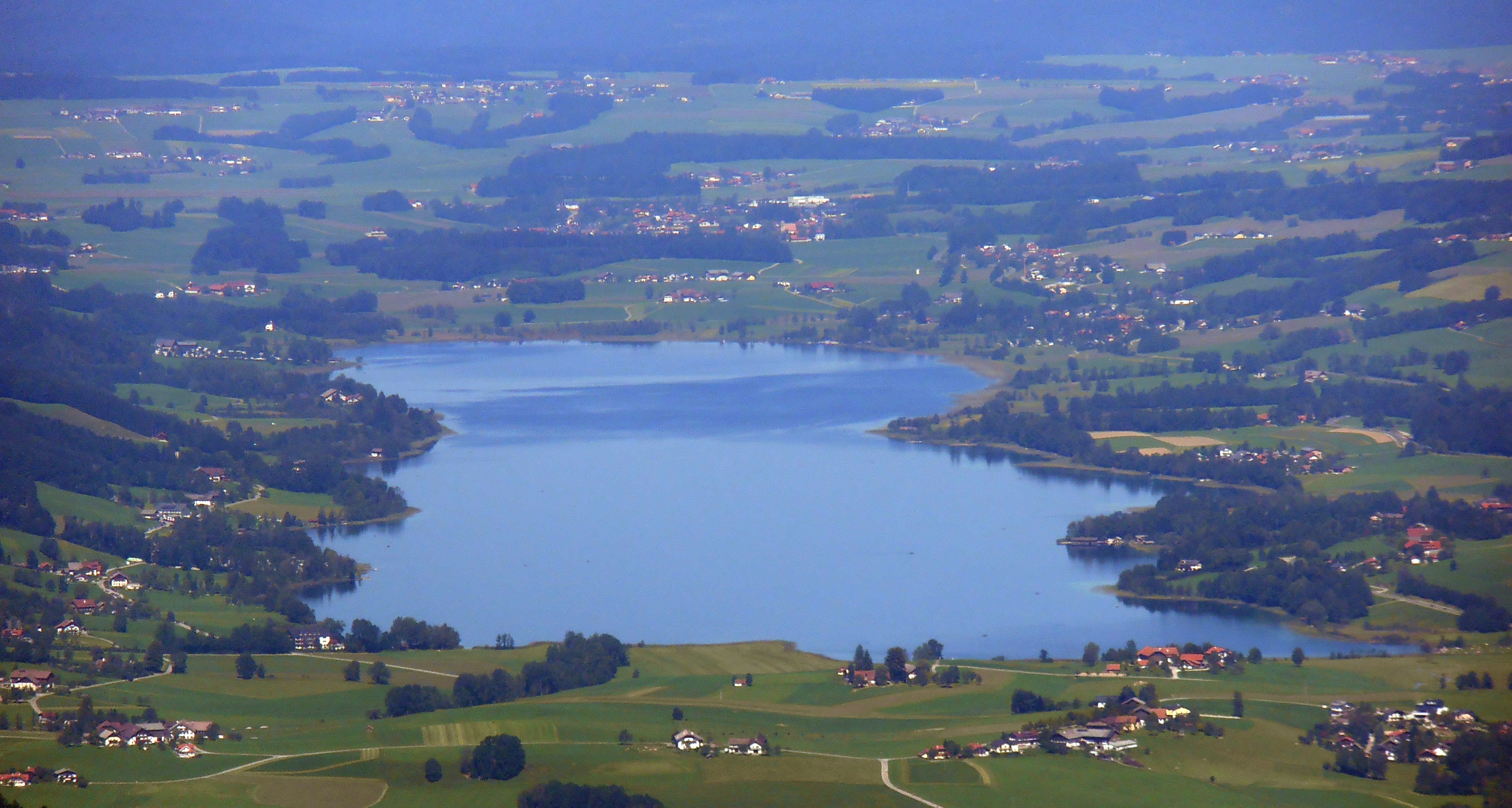
Der Irrsee vom Schober, rechts das Zell-am-Mooser Ufer, der Ort selbst ist nicht sichtbar

Zell am Moos liegt im Mondseeland angrenzend an das Salzkammergut am Ostufer des Irrsees oder Zellersees.
Die Ausdehnung beträgt von Nord nach Süd 7,6 km, von West nach Ost 6,2 km. Die Gesamtfläche beträgt 24,5 km², 39,2 % der Fläche sind bewaldet, 41,2 % der Fläche sind landwirtschaftlich genutzt.

### Gemeindegliederung
Verwaltungstechnisch besteht der Ort aus einer einzigen Katastralgemeinde, Zell am Moos, und auch nur aus einem Zählsprengel.
Das Gemeindegebiet umfasst folgende Ortschaften (in Klammern Einwohnerzahl Stand 1. Jänner 2024):
- Brandstatt (121)
- Breitenau (21)
- Entersgraben (33)
- Gassen (77)
- Gollau (22)
- Greith (65)
- Harpoint (119)
- Haslau (163)
- Haslau-Berg (45)
- Häusern (90)
- Heissing (15)
- Kohlstatt (46)
- Lindau (61)
- Oberschwand (83)
- Unterschwand (37)
- Vormoos (25)
- Zell am Moos (636) (Hauptort)

### Nachbargemeinden
|  | Oberhofen am Irrsee                         | Straßwalchen              |
|  | Kompassrose, die auf Nachbargemeinden zeigt | Weißenkirchen im Attergau |
|  | Tiefgraben                                  | Straß im Attergau         |

## Geschichte
Der Ort wird 1107 zum ersten Mal als eine Wirtschaftszelle (daher der Name Zell) des Klosters Mondsee erwähnt.
Ursprünglich im Ostteil des Herzogtums Bayern liegend, kam der Ort mit dem Mondseeland nach dem Landshuter Erbfolgekrieg 1506 zum Herzogtum Österreich. Noch im selben Jahr verpfändete Kaiser Maximilian das Mondseeland an den Erzbischof von Salzburg. Erst nach 60 Jahren wurde die Rückkaufklausel geltend gemacht und somit kam das Mondseeland 1565 zum Land Österreich ob der Enns. Während der Napoleonischen Kriege war der Ort zwischen 1809 und 1816 nochmal Bayern zugeschlagen.
Seit 1918 gehört der Ort zum Bundesland Oberösterreich. Nach dem Anschluss Österreichs an das Deutsche Reich am 13. März 1938 gehörte der Ort zum Gau Oberdonau. 1945 erfolgte die Wiederherstellung Oberösterreichs.

### Einwohnerentwicklung
| Zell am Moos: Einwohnerzahlen von 1869 bis 2024 | Zell am Moos: Einwohnerzahlen von 1869 bis 2024 | Zell am Moos: Einwohnerzahlen von 1869 bis 2024 | Zell am Moos: Einwohnerzahlen von 1869 bis 2024 | Zell am Moos: Einwohnerzahlen von 1869 bis 2024 |
| ----------------------------------------------- | ----------------------------------------------- | ----------------------------------------------- | ----------------------------------------------- | ----------------------------------------------- |
| Jahr                                            |                                                 |                                                 |                                                 | Einwohner                                       |
| 1869                                            | 1869                                            |                                                 | 728                                             | 728                                             |
| 1880                                            | 1880                                            |                                                 | 752                                             | 752                                             |
| 1890                                            | 1890                                            |                                                 | 691                                             | 691                                             |
| 1900                                            | 1900                                            |                                                 | 715                                             | 715                                             |
| 1910                                            | 1910                                            |                                                 | 791                                             | 791                                             |
| 1923                                            | 1923                                            |                                                 | 799                                             | 799                                             |
| 1934                                            | 1934                                            |                                                 | 860                                             | 860                                             |
| 1939                                            | 1939                                            |                                                 | 828                                             | 828                                             |
| 1951                                            | 1951                                            |                                                 | 967                                             | 967                                             |
| 1961                                            | 1961                                            |                                                 | 927                                             | 927                                             |
| 1971                                            | 1971                                            |                                                 | 993                                             | 993                                             |
| 1981                                            | 1981                                            |                                                 | 1.081                                           | 1.081                                           |
| 1991                                            | 1991                                            |                                                 | 1.190                                           | 1.190                                           |
| 2001                                            | 2001                                            |                                                 | 1.388                                           | 1.388                                           |
| 2011                                            | 2011                                            |                                                 | 1.524                                           | 1.524                                           |
| 2021                                            | 2021                                            |                                                 | 1.649                                           | 1.649                                           |
| 2024                                            | 2024                                            |                                                 | 1.659                                           | 1.659                                           |
| Quelle(n): Statistik Austria                    |                                                 |                                                 |                                                 |                                                 |

## Kultur und Sehenswürdigkeiten

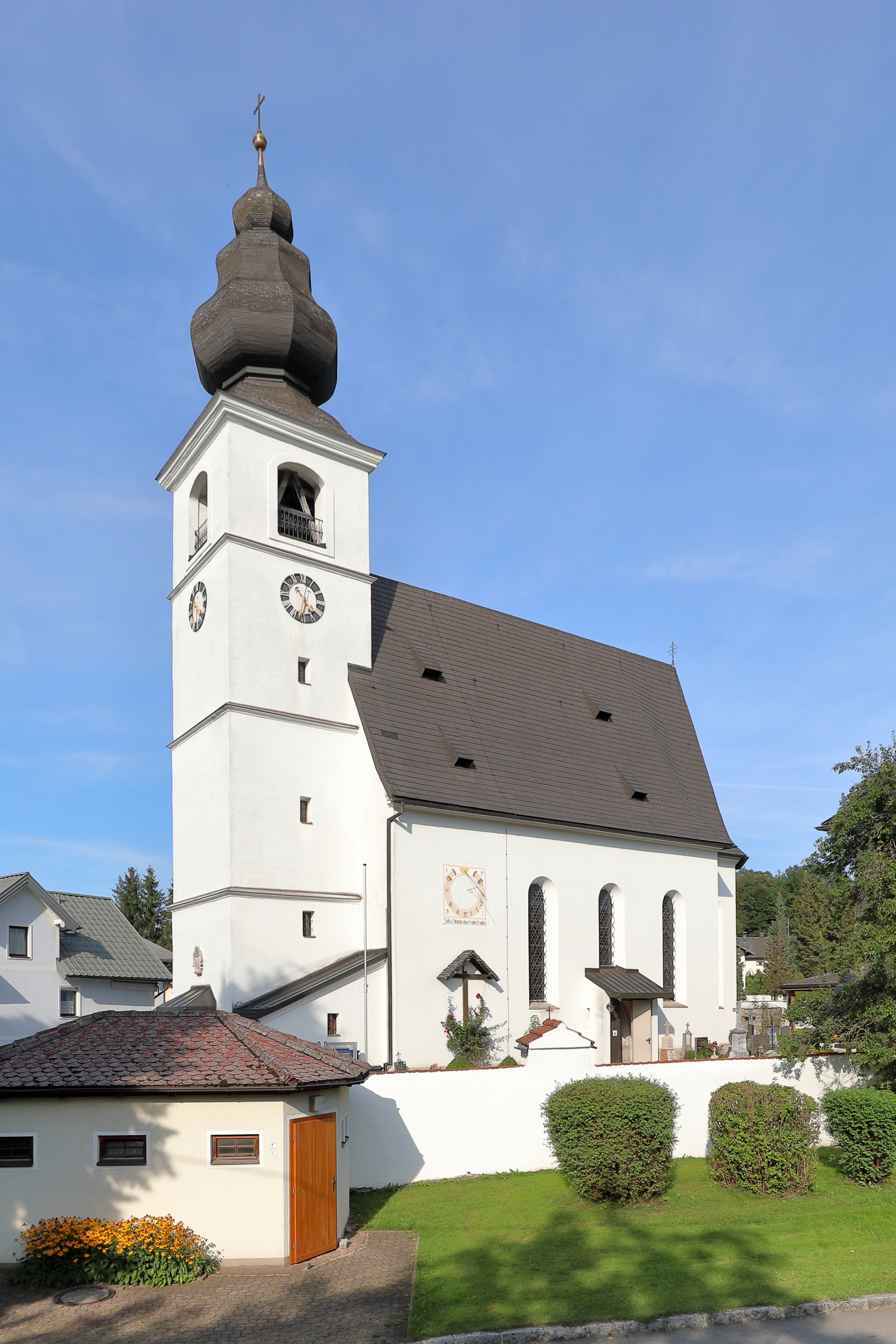
Pfarrkirche Zell am Moos

- Katholische Pfarrkirche Zell am Moos Mariä Himmelfahrt: Eine 1441 erbaute, spätgotische Kirche mit einem einschiffigen, vierjochigen Langhaus und einem viergeschoßigen Westturm mit barockem, birnenförmigem Helm, die 1672 teilweise umgebaut wurde.
- Irrseer Heimathaus: Das Heimathaus zeigt Ausstellungsstücke zum bäuerlichen Leben und Wohnen (Rauchküche, Schnapsbrennerei, und anderes). Im Garten schuf der einheimische Künstler Hans Mairhofer-Irrsee eine einzigartige Skulpturengalerie.
- TMK Zell am Moos: Von hohem Niveau, auch abseits von den traditionellen Märschen präsentiert sich die Musikkapelle Zell am Moos. Die Platz- und Gastgartenkonzerte sind in jedem Fall während einem Aufenthalt bei einem der Wirte ein Genuss. In den Sommermonaten musizieren Weisenbläser beim Seeblasen auf Ruderbooten am See.

## Wirtschaft und Infrastruktur

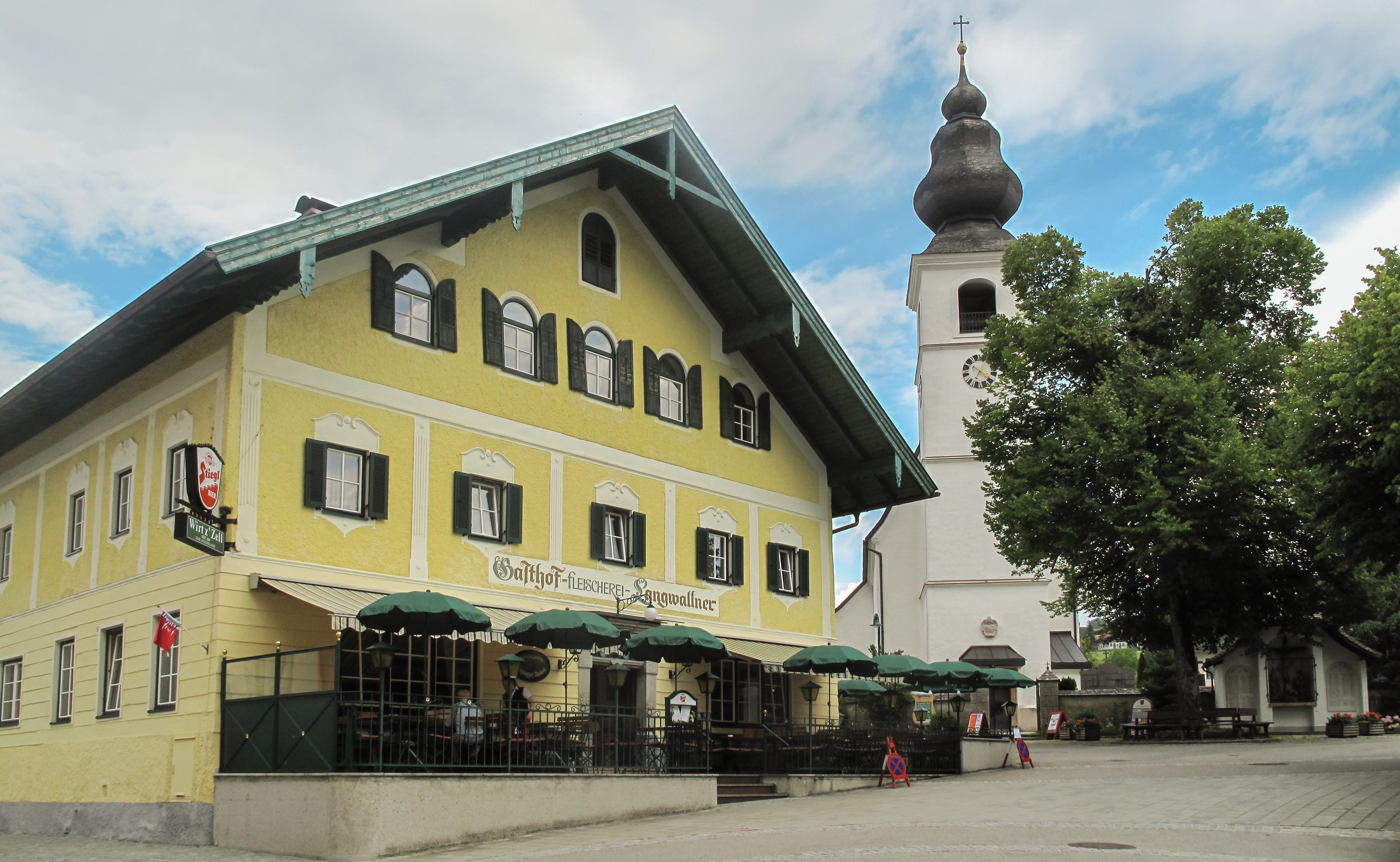
Zell am Moos, Kirche und Gasthof

Der wichtigste Wirtschaftsfaktor ist der Sommertourismus. Dieser ist geprägt von einer großen Anzahl an Zweitwohnsitzen in Häusern und Wohnungen. Zell am Moos hat mehrere Badeplätze am Zellersee. Im Vergleich zu Orten im Salzkammergut hat sich Zell am Moos seinen dörflichen Charakter und ein aktives Dorfleben erhalten und setzt heute besonders auf sanften Tourismus.
Der Ort gehört zum Gemeindeverband Mondseeland, eine LEADER-Region, getragen vom Regionalentwicklungverein REGMO.
Seit 2005 ist Zell am Moos Drehort der ORF-Serie Vier Frauen und ein Todesfall.

### Verkehr
Zell am Moos liegt an der als Umfahrung ausgebauten Mondsee Straße B 154, die von Straßwalchen und der Wiener Straße B 1 nach Mondsee und zur West Autobahn A 1 führt und weiter in das Salzkammergut nach Sankt Gilgen zur B158. In Zell am Moos zweigt die Vöcklatalstraße L 1281 ab, die über die Haslau nach Frankenmarkt auch zur B 1 führt. Der Ort verfügt über 2 E-Ladestationen.
Eisenbahn und S-Bahn: Die Westbahnstrecke von Wien nach Salzburg und Freilassing und München verläuft durch die Nachbargemeinde Oberhofen in 7 km Entfernung. Die dortige Haltestelle trägt den Namen Oberhofen-Zell am Moos.

## Politik
Der Gemeinderat hat 13 Mitglieder.

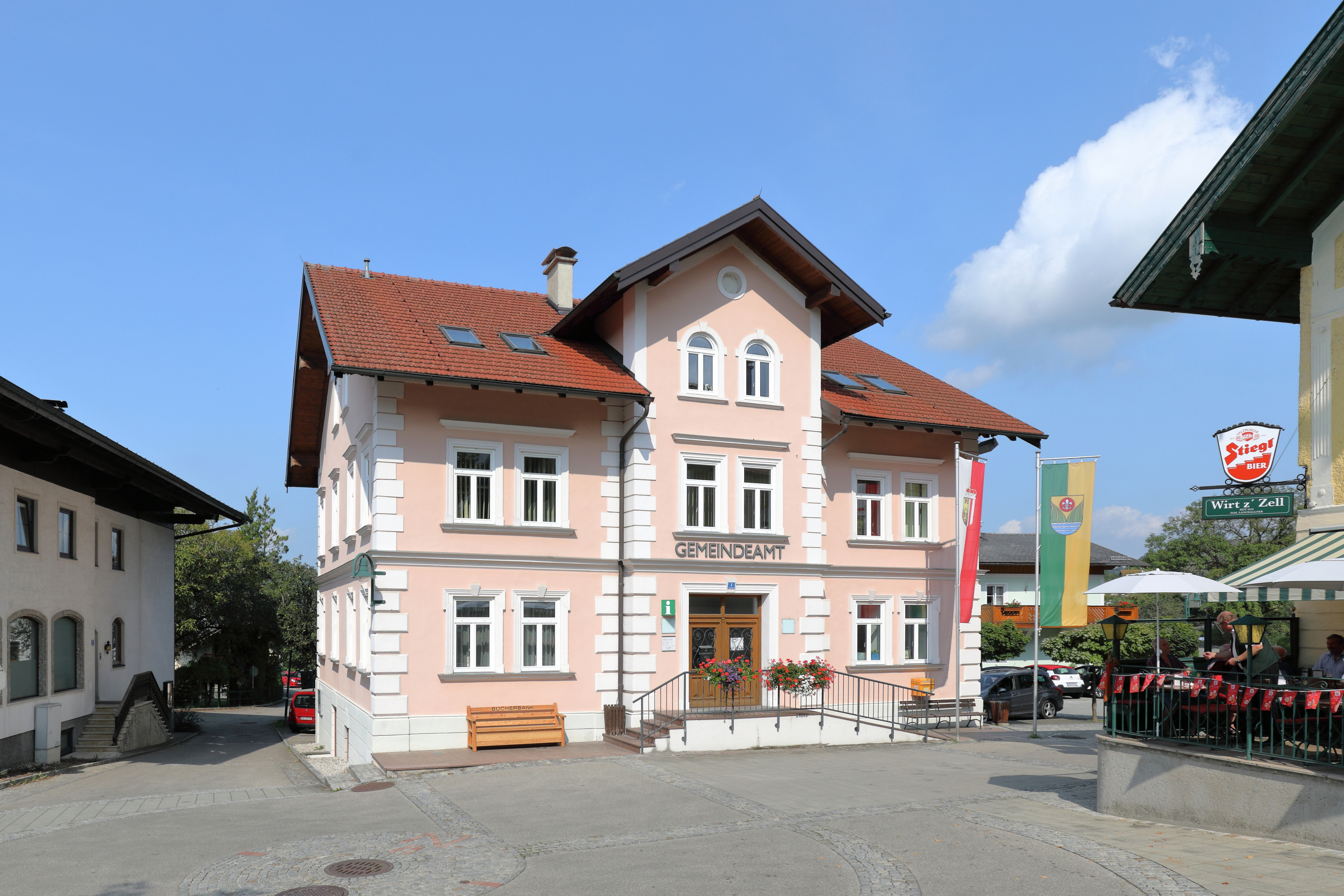
Gemeindeamt von Zell am Moos

- Mit den Gemeinderats- und Bürgermeisterwahlen in Oberösterreich 2003 hatte der Gemeinderat folgende Verteilung: 14 ÖVP und 5 SPÖ.
- Mit den Gemeinderats- und Bürgermeisterwahlen in Oberösterreich 2009 hatte der Gemeinderat folgende Verteilung: 13 ÖVP, 4 SPÖ und 2 FPÖ.
- Mit den Gemeinderats- und Bürgermeisterwahlen in Oberösterreich 2015 hatte der Gemeinderat folgende Verteilung: 13 ÖVP, 3 FPÖ und 3 SPÖ.
- Mit den Gemeinderats- und Bürgermeisterwahlen in Oberösterreich 2021 hat der Gemeinderat folgende Verteilung: 13 ÖVP, 3 SPÖ und 3 FPÖ.[6]

### Bürgermeister
- 1945 bis 1946 Ferdinand Schafleitner
- 1946 bis 1949 Johann Eisl
- 1949 bis 1955 Matthias Grubinger, Zell
- 1955 bis 1959 Matthias Grubinger, Haslau
- 1960 bis 1961 Franz Neuhofer
- 1961 bis 1962 Johann Baier
- 1962 bis 1974 Johann Wiesinger sen.
- 1974 bis 1985 Johann Rindberger
- 1985 bis 1996 Matthias Achleitner
- 1996 bis 2014 Wilhelm Langwallner (ÖVP)
- 2014 bis 2021 Johann Wiesinger (ÖVP)
- seit 2021 Günther Philipp Pfarl (ÖVP)

### Wappen
Blasonierung:
„Erniedrigt mit Meereswellenschnitt geteilt; oben in Gold aus der Teilungslinie wachsend ein grünes, in Form einer eingebogenen, gestürzten Spitze nach außen geneigtes Seegras, darüber eine rote, mit einer silbernen heraldischen Lilie belegte Scheibe; unten in Blau drei silberne Wellenfäden, wobei der oberste an die Teilungslinie stößt.“
Die Gemeindefarben sind Grün-Gelb.
Das Wappen wurde 1985 verliehen und verweist mit den blauen Wellen und dem Schilfgras auf die Lage des Ortes am Irrsee, der zur Gänze zum Gemeindegebiet zählt. Die Lilie wurde dem Wappen des Mondseer Abtes Cölestin Kolb entnommen, der 1672 die damalige Filialkirche (die heutige Pfarrkirche) renovieren ließ, und das sich auch über dem Portal der Kirche befindet. Gleichzeitig steht die Lilie als Mariensymbol für das Patrozinium Mariä Himmelfahrt.

## Persönlichkeiten
Töchter und Söhne der Gemeinde
- Heinrich Hinterauer (1900–1929, verschollen in den Hohen Tauern), Alpinismuspionier[8]
- Hans Mairhofer-Irrsee (1914–1998), Künstler, Poet und Volkskundler.[9] Sammlung im Heimatmuseum Irrsee,[10] das Wohnhaus ist als Gesamtkunstwerk zu besichtigen[11]
- Meinrad Mayrhofer (1958–2022), Künstler in Pram im Innviertel

## Belege
1. ↑  Statistik Austria: Bevölkerung am 1.1.2024 nach Ortschaften (Gebietsstand 1.1.2024), (ODS, 500 KB)
2. ↑  Heiligensetzer, Wiesinger: Heimatbuch Zell am Moos. Hrsg.: Heiligensetzer, Wiesinger. 2007.
3. ↑  Angelika Pöll: Zell am Moos als Tourismusmarke. Analyse eines regionalen Netzwerkes. Diplomarbeit Wirtschaftsuniversität Wien, 1997.
4. ↑  Wolfgang Milan: Die schönsten Dörfer Österreichs. Graz/Stuttgart 2003, Kapitel Zell am Moos, S. 212–213.
5. ↑  kelag: E-Tankstellen suchen und finden. Abgerufen am 30. März 2021.
6. ↑  orf.at
7. ↑  Herbert Erich Baumert: Die Wappen der Städte, Märkte und Gemeinden Oberösterreichs, 7. Nachtrag (1984–1987). In: Oberösterreichische Heimatblätter. Heft 4, 1988, S. 247
(ooegeschichte.at [PDF]).
8. ↑  Eduard Muss: Heinrich Hinterauer. Freund der Berge und Schipionier. In: Irrsee-Nachrichten, Ausgabe 1/04, April 2004, S. 10–11.
9. ↑  Rudolf Pfann: Der Bildschnitzer vom Irrsee. In: Linzer Volksblatt 1955 Nr. 216.
Hans Mairhofer-Irrsee. In: Salzburger Nachrichten: Salzburgwiki.
10. ↑  vgl. Sonderausstellung im Sumerauerhof. 100 Jahre Hans Mairhofer-Irrsee. 28. April bis 30. Oktober 2014 (im Freilichtmuseum Sumerauerhof St. Florian). In: Museumsjournal. 3/2014, S. 2 (zobodat.at [PDF]).
11. ↑  Gartengalerie Hans Mairhofer-Irrsee, mondsee.salzkammergut.at